# Ottelia brasiliensis
Ottelia brasiliensis är en dybladsväxtart som först beskrevs av Jules Émile Planchon, och fick sitt nu gällande namn av Wilhelm Gerhard Walpers. Ottelia brasiliensis ingår i släktet Ottelia och familjen dybladsväxter. Inga underarter finns listade.